# Márinski (Novokubansk, Krasnodar)
Márinski (del ruso: Марьинский) es un jútor del raión de Novokubansk en el krai de Krasnodar de Rusia. Está situado en las llanuras de la orilla izquierda del río Kubán, 12 km al suroeste de Novokubansk y 150 km al este de Krasnodar. Tenía 754 habitantes en 2010.
Pertenece al municipio Verjnekubánskoye.